# Джебена
Джебена (амх. ጀበና) — традиционный керамический сосуд (кувшин), используемый для приготовления кофе в Эфиопии, Эритрее и других регионах в ходе кофейной церемонии, которая здесь носит название буна. Обычно джебена имеет сферическое основание и узкое горлышко.
Джебена используется в Эфиопской и Эритрейской кофейной церемонии. Кофе, приготовленное в джебене, разливается одним движением тонкой струйкой для того, чтоб кофейный осадок не попал в чашки. Заваривание кофе повторяется трижды, при этом насыщенность вкуса уменьшается, начинаясь с густого эспрессо в первой заварке.
Эфиопская джебена отличается от Эритрейской наличием отдельного носика для наливания кофе.

## История
Согласно местной мифологии, кофе случайно открыл эфиопский пастух, который заметил, какой эффект производят кофейные зёрна на козлов, когда те их поедают. С тех пор в Эфиопии варят и пьют кофе в джебенах, причем начало этому было положено, как принято считать, примерно в 1100 году нашей эры.
Джебена и буна эндемичны для Африканского рога и занимают значительное место в культуре Эфиопии и Эритреи. В семьях джебены обычно передают из поколения в поколение как своего рода ценную реликвию, культурный артефакт.